# Mer de Ross
Pour les articles homonymes, voir Ross.

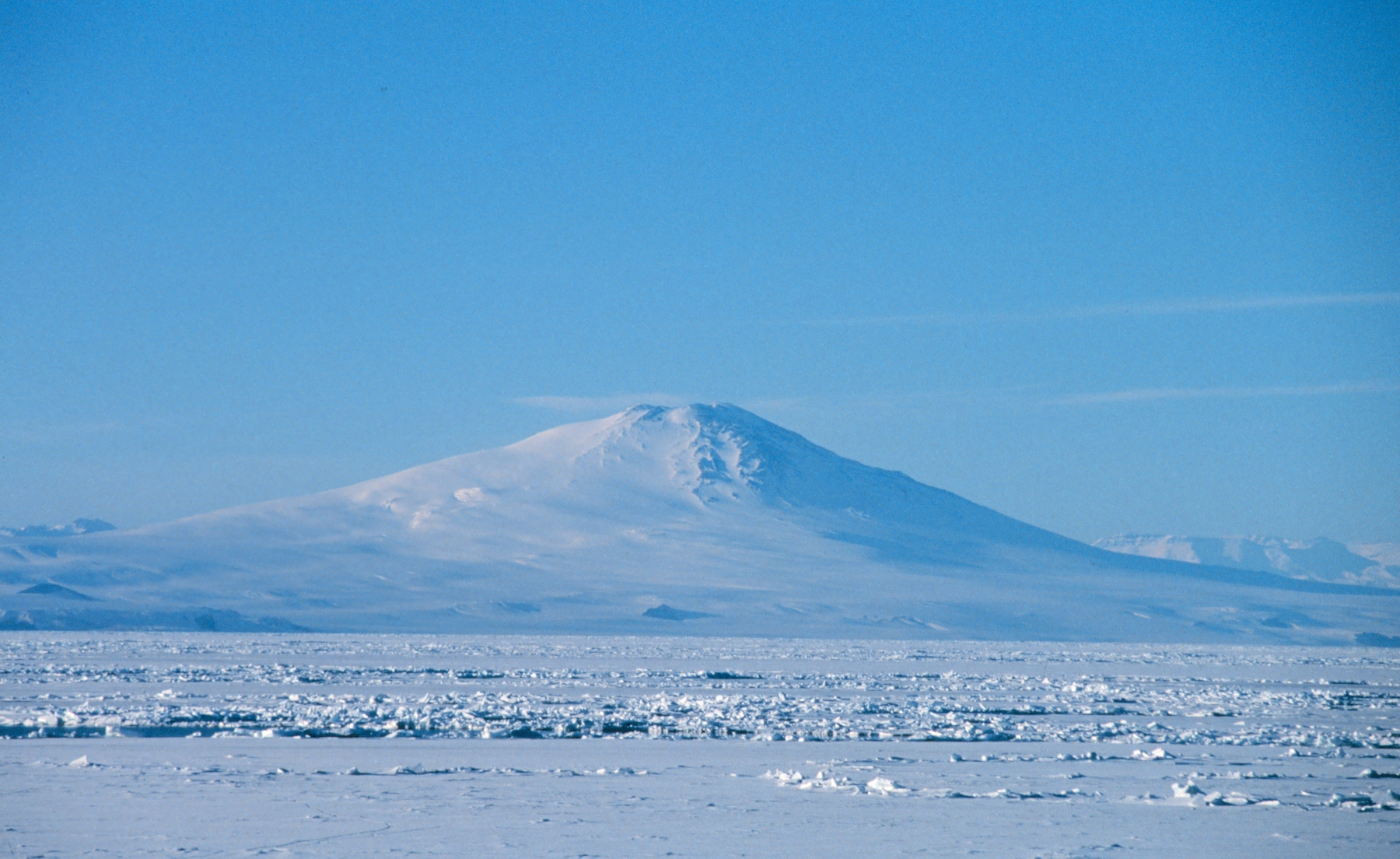
Le mont Melbourne, photographié depuis la mer de Ross, recouverte de glace

La mer de Ross est une baie profonde de l'océan Pacifique sud bordant le continent Antarctique entre la terre Marie Byrd à l'est et la terre de Victoria à l'ouest. Elle porte le nom de James Clark Ross qui commandait l'expédition qui l'a découverte.

## Géographie

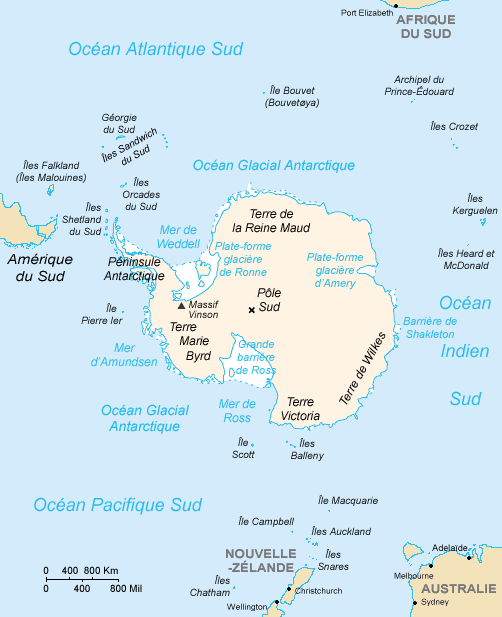
Carte de l'Antarctique. La mer de Ross est située vers le bas de la carte.

La moitié sud de la mer de Ross (environ 500 000 km2) est occupée par la barrière de Ross, une épaisse couche de glace permanente source de nombreux icebergs, sur environ 600 m de profondeur. À l'ouest se trouve l'île de Ross, dominée par les volcans Erebus et Terror. À l'est, l'île Roosevelt se situe dans la baie des Baleines.
À l'ouest de la mer de Ross, le détroit de McMurdo, sépare le continent de l'île volcanique de Ross. Il est généralement libre de glaces durant l'été, ce qui en a fait un important lieu de recherche scientifique. Le point le plus méridional de la mer de Ross est la côte de Gould, distante de 495 km du pôle Sud.

### Îles
La mer de Ross comprend (entre autres) les îles suivantes :
- île Black
- île Carney
- île Coulman
- île Roosevelt
- île de Ross
- île White

### Faune
Un tiers de la population mondiale des manchots Adélie vit là où la barrière de Ross se fractionne en icebergs. Les courants maintiennent de manière permanente de grandes étendues d'eau libres de glace, les polynies, qui permettent aux manchots Adélie d'y vivre. Les micro-algues se multiplient dans les polynies grâce au soleil et nourrissent le krill, qui constitue lui-même la principale source alimentaire des manchots.
Un calmar colossal long de 10 mètres et pesant 450 kilogrammes, le plus gros spécimen jamais récupéré, a été pêché en mer de Ross en février 2007.

## Politique
Toutes les terres émergées de la mer de Ross sont revendiquées en tant que parties du secteur néo-zélandais. Comme tout le reste du continent cependant, elles tombent sous le coup du traité sur l'Antarctique et cette revendication n'est actuellement pas reconnue.
Le projet de sanctuaire marin de près d'1,5 million de kilomètres carrés porté sur cet écosystème non pollué par la Commission pour la conservation de la faune et la flore marines de l'Antarctique (CCAMLR) est confirmé le 27 octobre 2016 après que la Russie a renoncé, après de longues négociations, à user de son droit de véto, ses navires y pêchant la légine. Il aura fallu en effet plusieurs années de négociations entre les 25 membres de la Commission pour aboutir à un consensus faisant de la mer de Ross le plus grand sanctuaire marin au monde. L'accord obtenu constitue une décision historique selon Andrea Kavanagh de l'organisation "The Pew Charitable Trusts" car c'est la première fois que des Etats acceptent de protéger une grande portion d'océan hors de toute juridiction nationale". Au total, c'est 1,12 million de km2 qui seront interdits à la pêche.

## Histoire
La mer de Ross a été découverte en 1841 par l'explorateur James Clark Ross. En 1911, Roald Amundsen a lancé son expédition vers le pôle Sud à partir de la baie des Baleines.